# Sóiči Hašimoto
Sóiči Hašimoto (japonsky 橋本　壮市, * 23. srpen 1991 v Hamamacu) je japonský zápasník–judista.

## Sportovní kariéra
S judem začínal v 6 letech v kroužku na základní škole. Aktivně se judu začal věnovat na střední škole Sagami kótó gakkó v Sagamihaře. Od roku 2010 se vrcholově připravoval na univerzitě Tókai v Tokiu. Do širší japonské reprezentace se prosadil v roce 2014 v lehké váze do 73 kg. V roce 2016 se kvalifikoval na olympijské hry v Riu, ale v nominaci dostal přednost Šóhei Óno.
Sóiči Hašimoto je pravoruký judista s osobní technikou seoi-nage a sode-curikomi-goši.

### Vítězství
- 2014 - 1x světový pohár (Lisabon)
- 2015 - 1x světový pohár (Čchingtao)
- 2016 - 2x světový pohár (Tchaj-wan, Kano Cup), turnaj mistrů (Guadalajara)
- 2017 - 1x světový pohár (Paříž, Jekatěrinburg)

## Výsledky
| Turnaj            | 2015       | 2016       | 2017       |
| Turnaj            | 24         | 25         | 26         |
| Turnaj            | lehká váha | lehká váha | lehká váha |
| ----------------- | ---------- | ---------- | ---------- |
| Olympijské hry    |            | —          |            |
| Mistrovství světa | —          |            | 1.         |
| Asijské hry       |            |            |            |
| Mistrovství Asie  | 3.         | 1.         | —          |